# Ecliptopera monama
Ecliptopera monama är en fjärilsart som beskrevs av Swinhoe 1893. Ecliptopera monama ingår i släktet Ecliptopera och familjen mätare. Inga underarter finns listade i Catalogue of Life.